# Bagnolo San Vito
Bagnolo San Vito é uma comuna italiana da região da Lombardia, província de Mântua, com cerca de 5.399 habitantes. Estende-se por uma área de 49 km², tendo uma densidade populacional de 110 hab/km². Faz fronteira com Borgoforte, Mantova, Roncoferraro, San Benedetto Po, Sustinente, Virgilio.

## Demografia
| Variação demográfica do município entre 1861 e 2011                               |
|                                                                                   |
| Fonte: Istituto Nazionale di Statistica (ISTAT) - Elaboração gráfica da Wikipedia |